# U 63 (U-Boot, 1940)
U 63 war ein deutsches U-Boot vom Typ II C, das im Zweiten Weltkrieg von der deutschen Kriegsmarine eingesetzt wurde.

## Geschichte
Der Auftrag für das Boot wurde am 21. Juli 1937 an die Deutsche Werke AG in Kiel vergeben. Die Kiellegung erfolgte am 2. Januar 1939, der Stapellauf am 6. Dezember 1939, die Indienststellung unter Oberleutnant zur See Günther Lorentz fand schließlich am 18. Januar 1940 statt. Boote dieser Klasse wurden auch Einbäume genannt.  Wie die meisten deutschen U-Boote seiner Zeit hatte auch U 63 ein bootsspezifisches Zeichen am U-Boot-Turm: einen springenden grünen Frosch.
Das Boot gehörte von der Indienststellung am 18. Januar 1940 bis zu seiner Versenkung am 25. Februar 1940 als Ausbildung- bzw. Frontboot zur 1. U-Flottille in Kiel.

## Einsatzstatistik
Kommandant Günther Lorenz lief mit U 63 während seiner Dienstzeit zu einer Unternehmung aus, auf der er ein Schiff mit einer Tonnage von 3.840 BRT versenkte.

### Erste Unternehmung
Das Boot lief am 17. Februar 1940 von Helgoland aus und wurde am 25. Februar 1940 südlich der Shetlandinseln versenkt. Auf dieser neun Tage dauernden Unternehmung in die Nordsee wurde ein Schiff mit 3.840 BRT versenkt.
- 24. Februar 1940: Versenkung des schwedischen Motorschiffes Santos (Lage) mit 3.840 BRT. Das Schiff wurde durch einen Torpedo versenkt. Es hatte Stückgut geladen und befand sich auf dem Weg von Buenos Aires und Bahía Blanca nach Göteborg. Es gab 31 Tote und zwölf Überlebende.

## Verbleib
Am 25. Februar 1940 wurde U 63 in der Nordsee, südlich der Shetlandinseln, durch Wasserbomben und Torpedos der britischen Zerstörer Escort, Inglefield, Imogen und des britischen U-Boots Narwhal auf der Position 58° 40′ N, 0° 10′ W im Marine-Planquadrat AN 4156 versenkt. Ein Besatzungsmitglied kam dabei ums Leben, 24 konnten gerettet werden.
U 63 verlor während seiner Dienstzeit vor der Versenkung kein Besatzungsmitglied.